# Palácio da Justiça (Brasília)
O Palácio da Justiça, oficialmente Palácio da Justiça Raymundo Faoro, é a sede do Ministério da Justiça, do Governo Federal do Brasil. Localiza-se junto ao Eixo Monumental, entre a área norte da Esplanada dos Ministérios e o Congresso Nacional, em Brasília, capital do país. Inaugurado em 1972, foi desenhado pelo arquiteto Oscar Niemeyer, com projeto estrutural do engenheiro Joaquim Cardozo.

## História

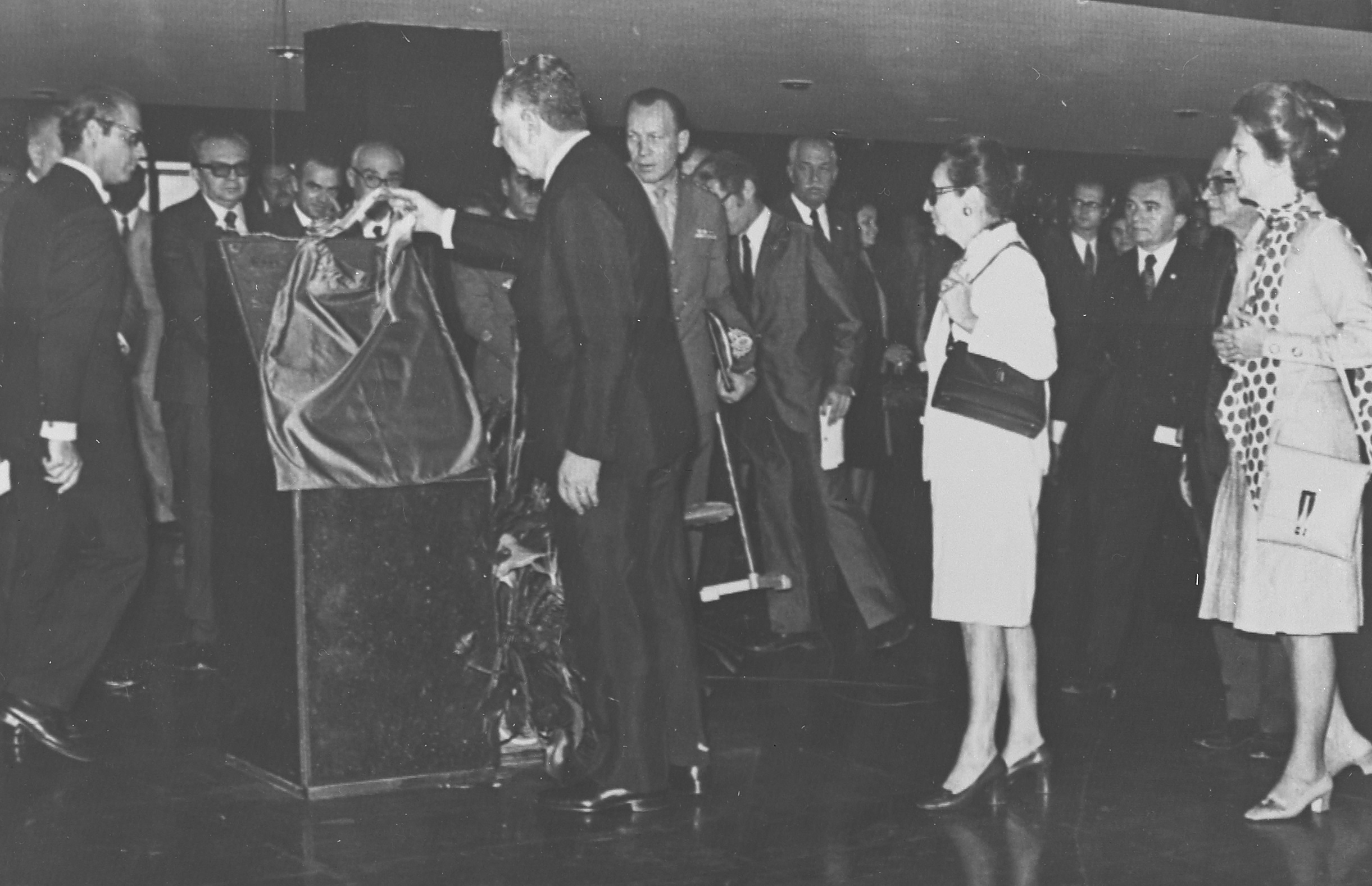
Inauguração do Palácio da Justiça pelo presidente Médici em 1972.

Em 1960, a nova capital federal, Brasília, foi inaugurada. No ano seguinte, o arquiteto Oscar Niemeyer realizou os primeiros estudos para a criação da nova sede do Ministério da Justiça, que mantinha suas atividades entre o Rio de Janeiro e Brasília. Em 5 de maio de 1962, foi lançada a pedra fundamental do Palácio da Justiça, mas nos anos seguintes o processo de construção avançou lentamente.
A partir de 1966, a construção do Palácio da Justiça ganhou maior celeridade. A inauguração do edifício ocorreu em 3 de julho de 1972, convertendo-o no primeiro edifício-sede próprio do Ministério da Justiça. Em 1985, a fachada do edifício foi reformada. Entre as mudanças realizadas, os arcos da fachada sul foram revestidos com concreto armado, ao invés do mármore branco, como constava originalmente.
Em 2003, o nome do Palácio da Justiça foi oficialmente alterado para Palácio da Justiça Raymundo Faoro, em homenagem ao jurista Raymundo Faoro.
Em 2016, o Ministério da Justiça permitia visitações guiadas pelo Palácio. Havia a exigência de agendamento prévio e elas eram destinadas apenas para grupos de estudantes de escolas ou universidades. Tinham duração de 1h30min e ocorriam durante a semana.

## Arquitetura

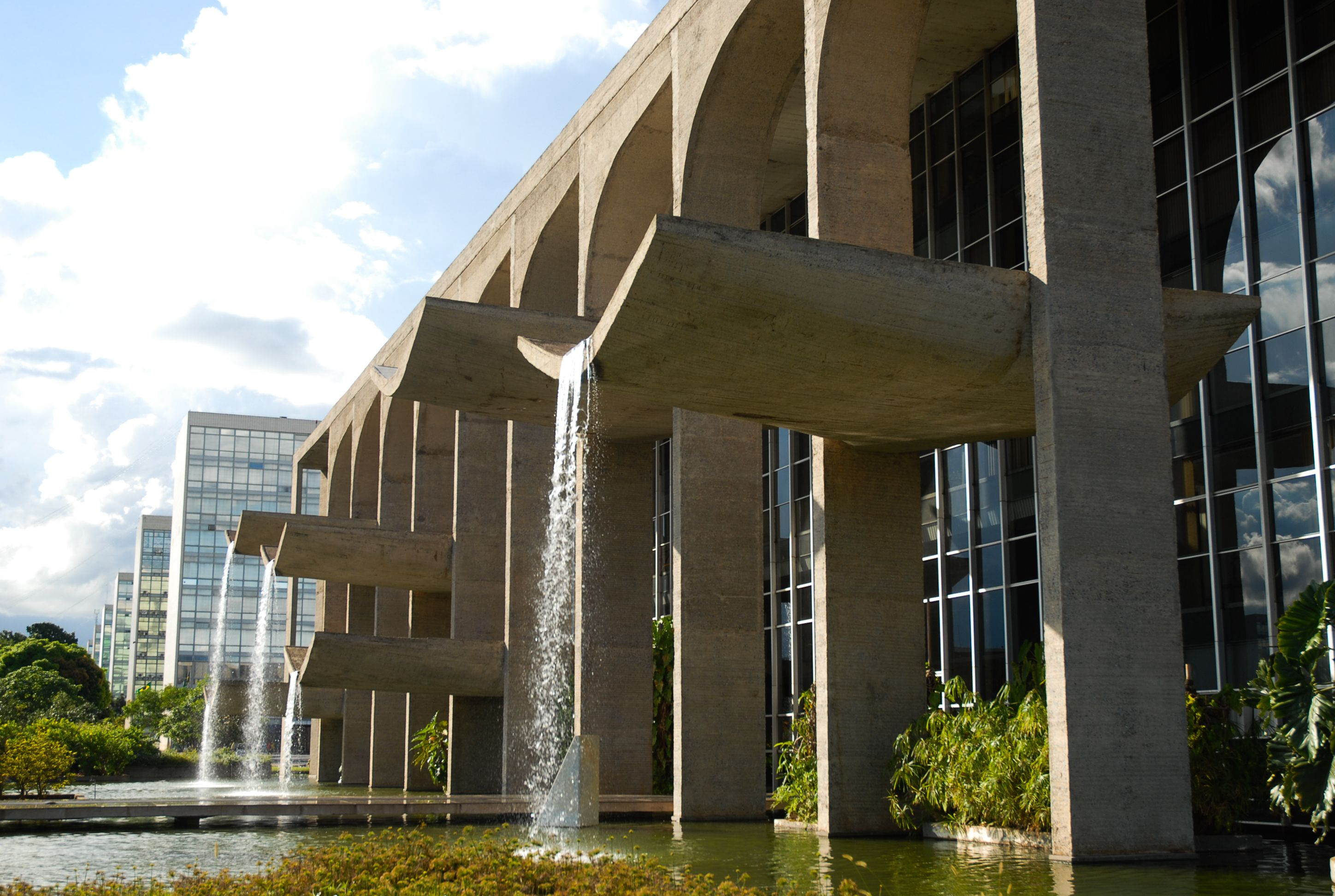
Detalhe dos arcos da fachada sul e do jardim do Palácio da Justiça

Com uma estrutura gótica e moderna, o Palácio da Justiça possui quatro fachadas, com características distintas. A principal é a sul, que conta com nove arcos assimétricos, interceptados por seis calhas em níveis variados. Seus arcos fazem com que se assemelhe ao Palácio Itamaraty, sede do Ministério das Relações Exteriores. Nas laterais, a do leste é mais aberta, com pilares retangulares recuados e bem espaçados, enquanto a do oeste possui lâminas de concreto armado, formando uma brise-soleil.
Ao discorrer sobre sua criação, Niemeyer declarou: "Quando estudei esse palácio, me veio a ideia de criar jogos d’água sobre o lago previsto; e os coloquei entre as colunas do prédio. Foi a primeira fachada de fontes que imaginei e que surpreendeu e agradou a todos, como eu havia pressentido."
Nos arredores do Palácio, há um jardim aquático, projetado pelo paisagista Roberto Burle Marx, responsável por outros projetos análogos na capital, como os jardins do Palácio Jaburu, a residência oficial do vice-presidente da República. O jardim do Palácio da Justiça mantém plantas tropicais típicas da Amazônia e seu espelho d’água integra-se com as cascatas do edifício. No terceiro andar, há um jardim de inverno, com um pouco mais de dez metros, também ornamentado por Burle Marx.

### Interior
Hall
Na entrada do Palácio, há o Salão Negro, com painéis metálicos formados por mais de duas mil lâminas de aço inoxidável que foram importadas da Alemanha e criados por Athos Bulcão. À direita, há uma escada de granito preto que conduz ao mezanino.
É no Salão Negro que velórios são realizados.
Biblioteca
O Palácio possui sua própria biblioteca. Embora especializada em Direito, há obras de outras áreas, como administração pública, economia, política, sociologia e literatura. Há em seu acervo aproximadamente cem mil volumes, incluindo livros, periódicos, folhetos, dentre outros. No local, há moveis históricos, como a mesa em que o advogado Bernardo Pereira de Vasconcellos redigiu o Código Criminal de 1830.
Auditório
No segundo andar, há o Auditório Tancredo Neves, com dois pavimentos. O espaço também foi projetado por Athos Bulcão.
Sala de Retratos
A Sala de Retratos, no quarto andar, é um espaço onde o ministro realiza reuniões e solenidades. Nas paredes, há imagens de todos os ministros da Justiça anteriores.